# دهستان لونگنیی
دهستان لونگنیی (به لاتین: Lungnyi Gewog) یک دهستان در کشور بوتان است که در ناحیهٔ پارو واقع شده‌است.